# Elisa Bartoli

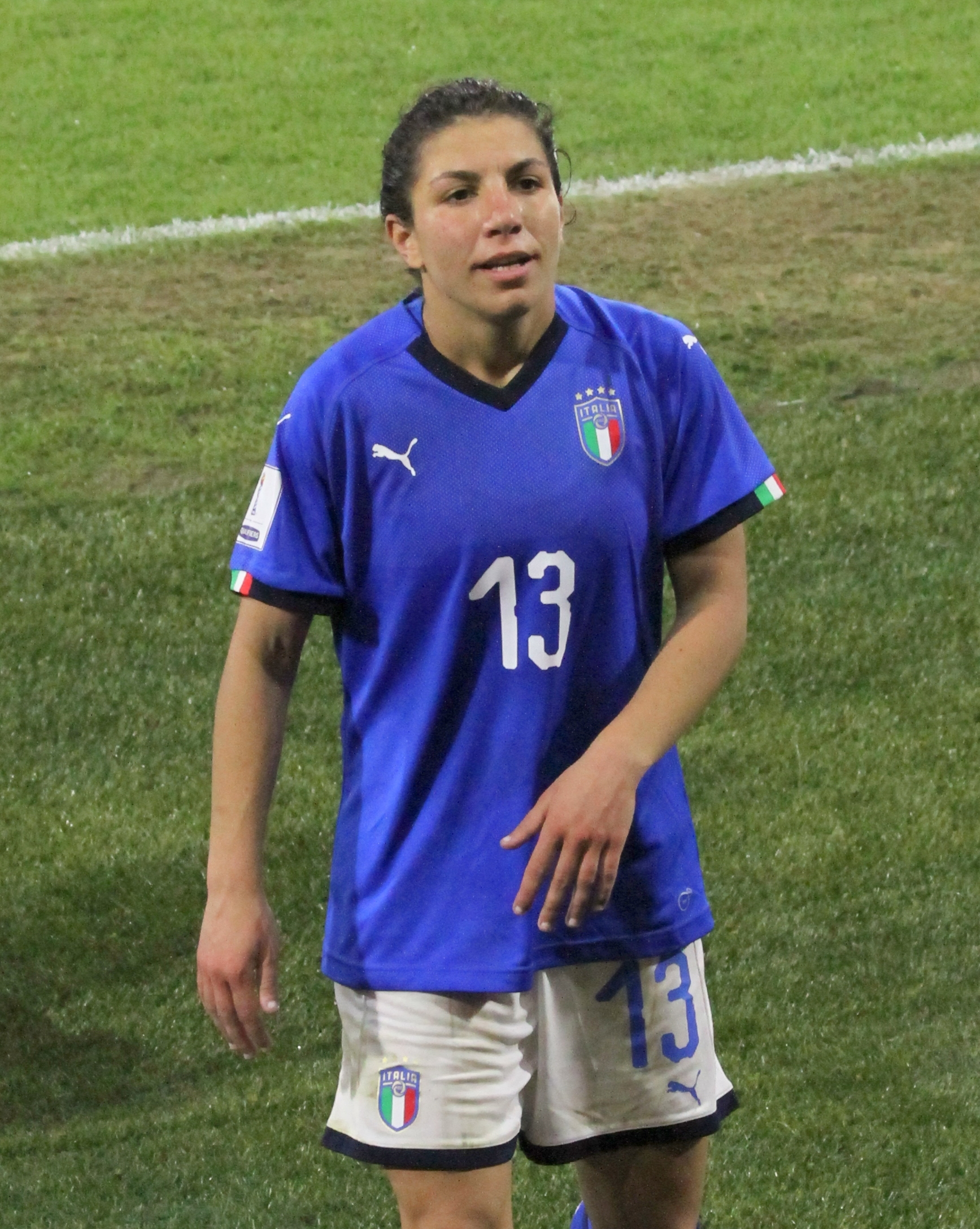
Elisa Bartoli in A-Nationalmannschaft (2018).

Elisa Bartoli (* 7. Mai 1991) ist eine italienische Fußballspielerin. Die Abwehrspielerin nahm mit der A-Nationalmannschaft an der Europameisterschaft 2013 teil.

## Sportlicher Werdegang
Bartoli debütierte 2007 für GS Rom im Erwachsenenbereich und stieg mit der Mannschaft in die Serie A auf. Dort war sie eine der Leistungsträgerinnen und wurde 2012 vom Serienmeister ASD Torres Calcio verpflichtet. Mit ihrem neuen Klub gewann sie 2013 die Meisterschaft.
Bartoli hatte mehrere Juniorenauswahlen durchlaufen, ehe sie im Vorfeld der EM-Endrunde 2013 unter Nationaltrainer Antonio Cabrini auch in der A-Nationalmannschaft debütierte. Im Turnier bestritt sie bis zum Ausscheiden der Mannschaft im Viertelfinale gegen Deutschland drei der vier Endrundenpartien.

## Erfolge
- U19-Europameisterin: 2008
- Italienische Meisterin: 2012/13, 2016/17, 2022/23, 2023/24
- Italienische Pokalsiegerin: 2016/17, 2017/18, 2020/21, 2023/24
- Italienische Supercupsiegerin: 2012, 2013, 2022
- Team des Jahres der Serie A: 2019, 2020, 2022